# Catton (Northumberland)
Catton – wieś w Anglii, w hrabstwie Northumberland. Leży 43 km na zachód od miasta Newcastle upon Tyne i 404 km na północ od Londynu.